# Stadtgymnasium Dortmund
Das Stadtgymnasium Dortmund wurde 1543 als Archigymnasium (evangelische Gelehrtenschule) in Dortmund gegründet und ist damit eine der ältesten Schulen in Deutschland.

## Geschichte
Im Gegensatz zu den meist aus Pfarr- oder Klosterschulen einerseits oder fürstlicher Gründung andererseits hervorgegangenen älteren deutschen Gymnasien gründete das Dortmunder Gymnasium als hoge oder grote Schole auf den Beschluss, eine „gemeine Schule für die Jugend“ zu errichten, den am 22. Februar 1543 Bürgermeister, Rat und gemeine Bürger gefasst hatten. Gründungsrektor war der Humanist Johann Lambach, sein Nachfolger Friedrich Beurhaus. Beide waren Anhänger des Philosophen Petrus Ramus. Noch bis Ende der 1950er Jahre war umstritten, ob die Gründung des Gymnasiums in erster Linie aufgrund der neuen evangelischen Lehre der Reformation erfolgte oder allein das humanistische Streben der damaligen Zeit nach einer verbesserten Jugendbildung die Triebkraft war. Die Schule hatte anfangs sieben, ab 1571 dann sechs Klassen. Unterrichtet wurden Theologie, Philosophie, Philologie und Rechtswissenschaften, in den unteren Klassen die Sieben freie Künste sowie Lateinisch, Griechisch und Hebräisch. Die Schüler kamen aus Westfalen, aber auch darüber hinaus.
Ab 1858 wurde, in das städtische Gymnasium eingegliedert, die sechsstufige Dortmunder Realschule mit realgymnasialem Charakter aufgebaut. Nach dem Ausbau zur neunklassigen Vollanstalt erfolgte am 18. Januar 1862 die Anerkennung als Realschule 1. Ordnung. Erst 1879 wurde das spätere Bismarck-Realgymnasium (und heutige Max-Planck-Gymnasium) organisatorisch vom städtischen Gymnasium getrennt.
1900 (ermöglicht durch die Eröffnung des Dortmund-Ems-Kanals 2 Jahre zuvor) wurde mit der aus Primanern der Schule gebildeten Ruderriege der Vorläufer des späteren Gymnasialen Rudervereins von 1900 am Stadtgymnasium Dortmund gegründet.
Während der Zeit des Nationalsozialismus trug die Schule den Namen Hitler-Gymnasium. Da die Schule als einzige in Dortmund die Bezeichnung Gymnasium tragen sollte, wurden 1937 das Bismarck Realgymnasium in die Bismarck Oberschule und das Albert-Leo-Schlageter-Gymnasium, (heute: Reinoldus- und Schiller-Gymnasium) in die Albert-Leo-Schlageter-Oberschule umgewandelt. Als das Gebäude an der Kreuzung Ostwall/Märkische Straße zu Beginn des Zweiten Weltkriegs vom städtischen Wirtschafts- und Ernährungsamt in Anspruch genommen worden war, fand der Unterricht im Gebäude des Bismarck Realgymnasiums statt. Im Mai 1943 wurden 116 Schüler aus den unteren vier Klassen der Schule, zusammen mit fünf Lehrern im Rahmen der Kinderlandverschickung, zunächst nach Vogelsang, dann auf die Frische Nehrung evakuiert, im Oktober 1943 nach Freiburg im Breisgau, wo sie bis zu dessen Zerstörung im November 1944 im Gebäude des Bertholdgymnasiums unterrichtet wurden. Danach erfolgte eine weitere Evakuierung nach Aufhausen, Amerdingen und Forheim im Landkreis Nördlingen. Das Schulgebäude in Dortmund wurde im Oktober 1944 zerstört.
Als erste der Dortmunder Schulen wurde es nach dem Krieg am 13. Mai 1946 in Räumen des Brüderkrankenhauses auf Betreiben des Schulleiters Anton Pesch wieder geöffnet. Das heutige Gebäude, zwischen Ostwall und Heiliger Weg, 200 m vom Platz des vorherigen Schulgebäudes entfernt, wurde 1959 gebaut. Als Zeichen der Zerstörung während des Krieges wurde von dem ehemaligen Schulleiter Hermann Hoßfeld eine Gedenktafel am Haupteingang der Schule angebracht, auf der zu lesen ist:
(etwa: „Dortmunder Schule im Krieg zerstört und aus Asche wieder auferstanden“). Aus den darin enthaltenen römischen Ziffern ergibt sich zusammengerechnet das Baujahr der Neuerrichtung (Chronogramm).
Das Schulgebäude wurde 1990 renoviert, an einigen Stellen 2005/2006. Darunter fiel vor allem der Fachtrakt, der einsturzgefährdet war, aber schnellstmöglich saniert wurde. 2010 nahm das Stadtgymnasium die angebotenen Konjunkturpakete in Anspruch und bekam unter anderem neue Fenster in allen Klassenräumen, eine erweiterte Wärmedämmung sowie eine komplette neue Fassade, die dem Stadtgymnasium zu einem neuen äußerlichen Image verhalf. Für das Schuljahr 2023/2024 ist die Schule als Bündelungsgymnasium ausgewiesen.

## Das Stadtgymnasium heute
Das Stadtgymnasium liegt im Zentrum Dortmunds zwischen dem Ostwall und dem Heiligen Weg. Gemeinsam mit dem Käthe-Kollwitz-Gymnasium stehen ihm die Aula und die Sporthalle am Ostwall zur Verfügung.
Einzigartig innerhalb der Dortmunder Schullandschaft ist die Vielfalt an angebotenen Fremdsprachen: Neben Englisch, Französisch und Italienisch können auch altsprachliche Fächer wie Latein, Altgriechisch und Hebräisch gewählt werden. Besonders zu erwähnen ist, dass Latein schon in Kombination mit zusätzlichen Stunden Englisch ab der fünften Klasse gewählt werden kann. Möglich ist es aber auch, mit Englisch als erster Fremdsprache zu beginnen.
Die Atmosphäre bereichern vielfältige außerunterrichtliche, persönlichkeitsfördernde Aktivitäten, z. B. Arbeitsgemeinschaften, Klassenfahrten, Theater-, Musik- und Tanzaufführungen und Schüleraustausche mit Partnerschulen im europäischen Ausland.

### Die Geschichte derRostra
Die Rostra wurde Ostern 1949 gegründet. Der Zeitung, die sich zunächst Das Stadtgymnasium nannte, wurde von den Lehrern nur eine kurze Lebensdauer prophezeit; zu viel an Kraft und Geduld schienen vonnöten, um in dem provisorischen Schulgebäude geregelten Unterricht durchzuführen, geschweige denn eine Schülerzeitung aufzubauen. Doch der Optimismus der damals sechsköpfigen Redaktion siegte; dem Pressebericht vom 30. Juni 1949, der das erstmalige Erscheinen dieser Zeitung ankündigte, folgten noch einige andere, die sich unter anderem mit der erfolgreichen Teilnahme an Schülerzeitungswettbewerben beschäftigten.
Nach einigen Namensänderungen wurde sie zuletzt in den 1970er Jahren in ROSTRA umbenannt und behielt den Namen bis heute. Rostra hieß ein Rednerpult im alten Rom, zu dem niemandem der Zugang verwehrt wurde.

### Besondere Auszeichnungen
Im Jahr 2006 wurde die Rostra von der Kulturstiftung der Provinzialversicherung zur besten Schülerzeitung Nordrhein-Westfalens gewählt. 2012 wurde der Rostra nochmals diese Auszeichnung verliehen.

## Mit dem Stadtgymnasium verbundene Persönlichkeiten

### Direktoren
- Johann Lambach (1543–1582)
- Friedrich Beurhaus (1582–1609)
- Christoph Scheibler (1625–1653)
- Johann Daniel Kluge (1730–1745)
- Gottlieb Erdmann Gierig (1787–1804)
- Johann Wilhelm Kuithan (1806–1831)
- Bernhard Thiersch (1833–1854)
- Gustav Friedrich Hildebrand (1857–1868)
- August Ernst Leberecht Döring (1869–1882)
- Andreas Weidner (bis 1902)
- Rudolf Franz (1903–1916)
- Julius Weichardt (1917–1932)
- Fritz Wengler (1932–1940)
- Hugo Heidemann
- Anton Pesch (1946–1950)
- Hermann Hoßfeld (1950–1962)
- Günter Wilhelm (1962–1974)
- Wilhelm Wurm (1974–1980)
- Jochen Stille (1980–1994)
- Peter Becker (1995–2011)
- Uwe Muhs (2011–2014)
- Bernhard Koolen (2014–2021)
- Stefanie Klimasch (Seit März 2021)[13][14]

Weitere Quellen:

### Bekannte Schüler und Absolventen
In Klammern ist jeweils der Abiturjahrgang angegeben.
- Friedrich Beurhaus (ca. 1554)
- Karin Bertholdes-Sandrock (1971)
- Hermann Brassert (1841)
- Friedrich Arnold Brockhaus[16]
- Friedrich Wilhelm Brökelmann[17]
- Wilhelm Brügmann (ca. 1807)
- Christoph Dammermann (1985)
- Benno Elkan (ca. 1895)
- Johann Philipp Gabler (ca. 1772)
- Tim Gutberlet (1990)
- Thomas Heilmann (1983)
- Ernst Jacob (ca. 1917)
- Heiner Jüttner (1960)
- Joseph Kleutgen (1829)
- Moritz Klönne (ca. 1897)
- Kurt Koszyk (1948)
- Wilhelm Kuhne (1944)
- Johann Wilhelm Kuithan (1778)
- Peter Lohmeyer[18]
- Holger Lyre (1985)
- Arnold Mallinckrodt (1786)
- Gerd Niebaum (1967)
- Martin Ostwald[19]
- Caspar Pfaffrad (ca. 1585)
- Rosemarie Pohl-Weber[20]
- Karl Prümer[21]
- Isabel Schnabel (1990)
- Daniel Sodenkamp (1986)
- Wilhelm Spemann[22]
- Fritz Springorum (ca. 1905)
- Hans Traub (1920)
- Christian Twente (1987)
- Friedrich Christian Carl von Bodelschwingh (ca. 1849)
- Johann Dietrich von Steinen (1717)
- Daniel Friedrich Eduard Wilsing[23]
- Günther Woermann (1918)
- Peter Würtenberger (1986)
- Karl Zahn (ca. 1825)

## Schriften
- Programm, womit zu der ... auf der Aula ... stattfindenden öffentlichen Prüfung aller Klassen des Gymnasiums zu Dortmund ... ergebenst einladet ..., 1841-1858 Digitalisat
- Programm : womit zu der ... auf der Aula ... stattfindenden öffentlichen Entlassung der Abiturienten des Gymnasiums und der Realschule zu Dortmund ergebenst einladet, Dortmund, 1858/59(1859) - 1860/61(1861) Digitalisat
- Programm : womit zu der ... auf der Aula ... stattfindenden Entlassung der Abiturienten des Gymnasiums und der Realschule I. Ordnung zu Dortmund ergebenst einladet, Dortmund : 1861/62(1862) - 1869/70(1870); 1871/72(1872) - 1874/75(1875) Digitalisat
- Jahresbericht des Gymnasiums und der Realschule 1. Ordnung zu Dortmund : über das Schuljahr ..., Dortmund : 1870/71(1871) Digitalisat
- Jahresbericht : über das Schuljahr ..., Dortmund : 1884/85(1885) - 1898/99(1899) Digitalisat
- Jahresbericht : über das Schuljahr ..., Dortmund, 1907/08(1908) - 1914/15(1915) Digitalisat